# Systémová dynamika

Dynamický diagram modelu Adopce nového produktu (model ze článku J. Stermana 2001)

Systémová dynamika (anglicky System dynamics) představuje vědní disciplínu (obor), která se zabývá komplexními systémy. Zkoumá jednotlivé komplexní systémy, jejich chování a vývoj v průběhu času. Pojem systémová dynamika je spojen se systémovým myšlením, které zavádí změny týkající se způsobu fungování světa a řešení problémů. Je zde snaha o změnu z hlediska způsobu uvažování (myšlení) o jednotlivých problémech a dále způsobu jejich řešení. Nahrazuje se odstraňování příznaků (příčinných souvislostí, kauzalit) problémů odstraněním konkrétních příčin. Je zde snaha o hledání vztahů mezi jednotlivými prvky systému.
V rámci systémové dynamiky je pracováno s mentálními modely, které představují zjednodušené smysly vnímané podněty, které jsou ukládány do lidské paměti. Při jejich tvorbě dochází ke kombinování nabytých znalostí, kterými je již disponováno, a nových vjemů. Tyto modely jsou základem pro oblast chování a rozhodování tím, že umožňují modelovat komplexní systémy a zároveň navrhovat efektivní řešení problémů.

## Historie
Počátky systémové dynamiky jakožto vědecké disciplíny se datují do 50. let 20. století na Massachusettský technologický institut (MIT), kde působil profesor Jay Wright Forrester. V roce 1956 přijal Forrester profesuru v nově založeném institutu v rámci MIT – Sloan School of Management. V roce 1958 vydal profesor první článek týkající se oblasti systémové dynamiky. V roce 1961 vyšla kniha „Industrial Dynamics“, jež je považována za základní pilíř systémové dynamiky. Pro potřeby této knihy bylo využito již zmíněného článku z roku 1958, který v této knize pokryl druhou kapitolu.
V roce 1947 se profesor Forrester účastnil projektu WHIRLWIND I na MIT a vynalezl a patentoval random-acces magnetic computer memory, který se stal průmyslovým standardem pro dalších dvacet let. Po projektu WHIRLWIND I vedl Forrester Lincolnovu laboratoř a v rámci projektu SAGE se zde snažil vyvinout počítač pro Severoamerický vzdušný systém.
Dalším výsledkem projektů WHIRLWIND I a SAGE byla Forresterova zkušenost jako manažera, která ho vedla k tomu, že největší překážka není z inženýrské stránky průmyslových problémů, ale ze strany vedení lidí. To proto, že sociální systémy jsou náročnější na pochopení než fyzikální systémy. Jeho základy managementu a inženýrství, které ho vedly k vytvoření systémové dynamiky, byly posunuty na vyšší úroveň, když se zapojil do projektu s manažery General Electric.
Manažeři General Electric byli zmateni problémy s počtem zaměstnanců jejich továrny v Kentucky, která vykazovala značné dlouhodobé výkyvy v oblasti fluktuace zaměstnanců. Problém se svedl na hospodářský cyklus, ale ničemu to nepomohlo. Z ručních simulací a výpočtů diagramu stavů, které zahrnovaly firemní rozhodovací struktury pro přijímání a propouštění zaměstnanců, byl Forrester schopný ukázat, že zaměstnanecká nestabilita byla způsobena vnitřní strukturou společnosti, a nikoliv vnějším prvkem (např. hospodářským cyklem).
Během padesátých a šedesátých let dvacátého století Forrester a jeho žáci začali rozvíjet pole systémové dynamiky v rychlém sledu. V roce 1958 Richard Bennet vytvořil první systémově dynamický modelovací jazyk nazývaný SIMPLE (Simulation of Industrial Management Problems with Lots of Equations). Phyllis Fox a Alexander Pugh napsali první verzi DYNAMO (DYNAmic MOdels), vylepšenou verzi SIMPLE, a tento systémově dynamický jazyk se stal standardem v odvětví po více než třicet let.
Profesor Forrester vychoval několik významných pokračovatelů, jejichž další publikace vzbudily světový ohlas. Patří mezi ně např. prof. John Sterman, Peter Senge, Jorgen Randers a zejména Donella Meadowsová, která se svým vědeckým týmem v roce 1972 uvedla studii Meze růstu.
V rámci České republiky, respektive dříve jakožto Československa, docházelo k rozvoji odvětví systémové dynamiky od 70. let – a to především v rámci univerzitního prostředí. Po roce 1995 následovalo rozšíření do státního sektoru a komerční sféry.

## Principy systémové dynamiky
Principy systémové dynamiky stanovené J. W. Forresterem jsou tyto:
- veškeré dynamické chování ve světě nastává, pokud se toky akumulují v hladinách,

- hladiny a toky systému tvoří smyčky se zpětnou vazbou,

- smyčky se zpětnou vazbou jsou navzájem propojeny nelineárními vazbami.

Zpětná vazba představuje přenos a návrat informace. V rámci modelu systémové dynamiky putuje informace o hladině systému strukturou modelu, dokud tok nedosáhne této hladiny. Následně tok reaguje na informaci ovlivněním hladiny a tím se zpětnovazební smyčka uzavře.
V rámci zpětnovazebních smyček existují dva druhy – pozitivní a negativní. Pozitivní zpětná vazba vychyluje systém směrem pryč od rovnováhy. Negativní zpětná vazba působí v protisměru původního jevu, tudíž působí směrem k rovnováze.
Pozitivní zpětná vazba spočívá v přístupu, že čím více je „a“, tím více „b“ a čím více „b“, tím více „a“. Případně čím méně „a“, tím méně „b“ a čím méně „b“, tím méně „a“. Příkladem mohou být peníze na účtu, kdy zvýšením peněz se zvýší i úroková míra a tím pádem se opět zvýší množství peněz.
Negativní zpětná vazba spočívá v přístupu, že čím více „a“, tím více „b“ a čím více „b“, tím méně „a“. Příkladem může být horká káva v šálku v místnosti. Čím je rozdíl teplot v místnosti a v šálku větší, tím více se odpařuje vody ze šálku a to způsobuje snížení teploty v kávě.
Principy systémové dynamiky na základě Tanga a Vijaye jsou tyto:
- princip stavů a toků a skutečnost, že zpoždění výrazným způsobem ovlivňuje chování systému,
- princip vytvoření hranic systému – systémová dynamika se nesnaží o modelování všech proměnných, dochází k omezení složitosti systému a abstrakci na přijatelnou úroveň.

## Modelování systémové dynamiky
Mezi základní diagramy, které jsou používány v rámci modelování systémů, patří diagram kauzálních smyček a diagram toků a stavů.

### Diagram kauzálních smyček

Diagram kauzálních smyček

V rámci metodologie systémové dynamiky může být problém nebo systém řešen diagramem kauzálních smyček, které představuje jeho mentální model. Schéma kauzální smyčky představuje jednoduchou mapu systému se všemi jeho složkami a jejich vzájemnou interakcí. Znázorněním interakcí a jejich zpětnou vazbou je možné odhalit strukturu systému. A pochopením struktury systému je možné zjistit chování systému v určitém časovém období.
Diagram se skládá z proměnných a šipek, které označují vztahy mezi proměnnými – zpětnou vazbu. Šipky mohou být pozitivní a negativní. Tato skutečnost je znázorněna symboly + a – nad šipkami propojujícími jednotlivé proměnné. V případě zpoždění je tento fakt znázorněn dvojitým přeškrtnutím šipky.

### Diagram toků a stavů

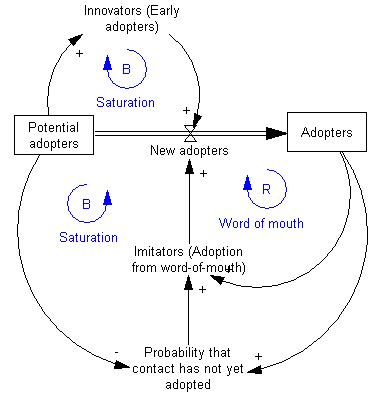
Diagram toků a stavů

K provedení podrobné kvantitativní analýzy se diagram kauzálních smyček převádí na diagram toků a stavů. Tento diagram stejně jako diagram kauzálních smyček umožňuje vyobrazit zpětnovazební struktury, navíc obsahuje řadu dalších prvků. Modelování těchto diagramů je složitější, avšak jejich uplatnění je vyšší.
Tyto diagramy obsahují matematické definice stavů a toků a více typů proměnných. Notace je složitější než v případě modelování diagramu kauzálních smyček.
Stav neboli hladina představuje entitu, která se časem hromadí či spotřebovává. Tok specifikuje, jakou mírou daná entita přibývá nebo ubývá. Stavy a toky jsou obecně známy.

## Systémové archetypy
Systémové archetypy představují vzorce chování, které můžeme pozorovat v rámci systému. Archetypy vycházejí ze skutečnosti, že se určité struktury stále vracejí. A tyto struktury, archetypy, odhalují jednoduchost, která je klíčem k pochopení struktur složitých systémů. Jejich znalost umožňuje je v jednotlivých systémech identifikovat a snáze tak pochopit podstatu jejich fungování.
Každý z nich popisuje určitý vzorec chování, který se může v rámci systému vyskytovat. A každý se skládá z těchto částí:
- Stupňovaná zpětná vazba
- Vyrovnávací procesy
- Časové zpoždění

Archetypů je celá řada. Mezi základní patří tyto:
- Samoposilující se chování
- Cílové chování
- Meze růstu
- Eskalace
- Přesun břemene
- Nápravy, které se vymstí
- Eroze cílů
- Růst a nedostatečné investice
- Náhodní protivníci
- Úspěch úspěšným
- Tragédie společného

### Body působení
Body působení představují místa v systému, na která je působeno v případě, že je potřeba změnit chování systému. Obecně existují dva typy bodu působení:
- nízký bod působení a
- vysoký bod působení.

Změna v rámci nízkého bodu působení vyvolá malou změnu v rámci chování systému, proto bývá působení v tomto bodě značně neefektivní. Oproti tomu v bodu vysokého působení vyvolá každá sebemenší změna velkou změnu v rámci systému. Klíčovým faktorem pro nalezení bodu, kde má změna pro chování systému velký význam, je odhalení samotné příčiny chování systému.
Donella Meadows definuje 12 bodů, ve kterých je možné na systémy působit a zároveň je řadí dle jejich efektivnosti. Těmito body jsou:
1. moc měnit paradigma/ta, ze kterých systém vyvstává,
2. myšlení nebo paradigma/ta, na kterých je systém (jeho cíle, struktura, pravidla, zpoždění, parametry) založen,
3. cíle systému,
4. moc přidat, změnit systémové struktury nebo nechat je vyvíjet se či organizovat sebe samy,
5. pravidla systému (pobídky, tresty, omezení apod.),
6. struktura informačních toků,
7. zisk z vytváření pozitivních zpětnovazebných smyček,
8. síla záporných zpětnovazebných smyček vzhledem k dopadům, které se snaží napravit,
9. délka zpoždění vzhledem k rychlosti změn v systému,
10. struktura materiálových zásob a toků,
11. velikost nárazníků a stabilizačních zásob vzhledem k jejich tokům,
12. konstanty, parametry, čísla.

### Způsob použití archetypů
Postup použití archetypů lze zobecnit na tři základní kroky:
1. analýza systému,
2. vytvoření modelu a identifikování archetypů,
3. hledání vhodných bodů pro působení na systém.

Nejprve dochází k analyzování problémové situace a zadání, případně části systému, ve které je uvažována případná změna. V této části dochází k identifikování veškerých relevantních částí systému, které budou mít vliv na řešenou část a zároveň je v rámci této fáze bezpodmínečně nutné stanovit hranice systému, aby model nebyl příliš komplexní.
Dalším krokem je vytvoření modelu, na jehož základě jsou následně identifikovány struktury v systému odpovídající jednotlivým archetypům.
Posledním krokem je vyhledání bodů, v rámci kterých, je možné na systém působit a stanovit nejvhodnější místo k působení.

### Archetyp „Samoposilující se chování“
Tomuto archetypu se také říká „princip sněhové koule“ nebo „začarovaný kruh“. Společně s dalšími archetypy tvoří základní strukturu systémového myšlení. Tento archetyp generuje na základě pozitivní zpětné vazby růst nebo úpadek. Může tedy docházet k neustálému poklesu či neustálému růstu. Růst nebo pokles nemusí být dlouhou dobu pozorovatelný.

### Archetyp „Cílové chování“
Tento archetyp usiluje o změnu stávajícího stavu na jiný, který je žádoucí. Cílového stavu může být dosaženo shora či zdola. Funguje na principu negativní zpětné vazby, kdy tato vazba působí v systému jako stabilizátor, snaží se udržet rovnováhu.

### Archetyp „Meze růstu“
V reálném světě existují hranice, tudíž není možné, aby v systémech docházelo k nekonečným růstům či poklesům. Archetyp tedy představuje situaci, kdy dochází v systému k rapidnímu růstu, tento růst se postupem času zpomalí, nebo se úplně zastaví (v některých případech může dojít i k následnému poklesu). Jinými slovy růst naráží na hranice. Struktura tohoto archetypu je zprvu stupňovitý proces zlepšování, který později naráží na stabilizační proces, který jej omezuje.

### Archetyp „Přesun břemene“
V pozadí stojící problémy vytváří symptomy, které vyžadují pozornost. Stejně jako v životě, kdy je snaha o odložení problémů a symptomů na pozdější dobu nebo dokonce na někoho jiného, tak funguje i tento archetyp „přesun břemene“. Právě zmíněné přesouvání může být pro danou situaci dočasným řešením, pro dlouhodobý vývoj má ovšem jen negativní dopad.
Struktura tohoto archetypu se skládá ze 2 stabilizačních smyček a jedné posilující. Stabilizační smyčky fungují jako jedna posilující. Celá struktura se posouvá stejným směrem jako posilující smyčka. Z toho plyne celkový posun nechtěným směrem.

### Archetyp „Eroze cílů“
Eroze cílů funguje podobně jako předchozí typ, jen s tím rozdílem, že eroze cílů se opakuje. Vyskytují se zde dvě smyčky, přičemž jedna se snaží o stabilizaci a druhá jí to znemožňuje. Výsledkem je dosažení rovnováhy, které je rozdílná oproti té, která byla původně požadována.

### Archetyp „Eskalace“
„Efekt červené královny“ neboli eskalace představuje situaci, kdy na sebe navzájem působí dva systémy a chování jednotlivých subjektů je předvídatelné. Jejich akce jsou víceméně shodné, postupně nabírají na intenzitě a následně může dojít až ke kolapsu. Archetyp se skládá ze dvou smyček, které vzájemným působením vytvoří jedinou posilující smyčku.

### Archetyp „Nápravy, které se vymstí“
Tento archetyp se podobá „přesunu břemene“. Zaměřuje se především na počáteční stav, koncový stav a rozdíl mezi nimi. Po zjištění rozdílu se snaží současný stav dostat k tomu cílovému, při čemž vznikají problémy a stav systému na tom může být ve finále hůř než na samotném začátku. Tento archetyp obsahuje stabilizační a posilující smyčku s tím, že cílový stav dosažený stabilizační smyčkou je po určité době změněn aktivitou posilující smyčky.

### Archetyp „Růst a nedostatečné investice“
Růst a nedostatečné investice představují situaci, kdy společnost omezuje svůj vlastní růst tím, že příliš málo investuje. Tento nedostatek investic má další dopady na celou firmu. Pro správné řešení této situace je nutné s předstihem identifikovat místa, kam je potřeba investovat.

### Archetyp „Náhodní protivníci“
Archetyp popisuje situaci, kdy se protivníci snaží o svůj vlastní úspěch a vzájemně poškozují ostatní konkurenty. Je založen na kombinaci pozitivních a negativních vazeb.
Struktura tohoto archetypu se skládá ze 3 posilujících a 2 stabilizačních smyček. Celkový růst systému je řízen globální posilující smyčkou. Dvě místní posilující smyčky představují stabilizační smyčky, které omezují růst systému.

### Archetyp „Úspěch úspěšným“
Archetyp „úspěch úspěšným“ ukazuje, jak je jednoduché ovlivnit výsledek založený na počáteční důvěře, aniž by si člověk uvědomil, že výsledek byl důvěrou ovlivněn. Struktura obsahuje 2 posilující smyčky, které společně vystupují jako jedna.

### Archetyp „Tragédie společného“
Tragédie společného zobrazuje závislost dvou různých aktivit na jednom zdroji. Každá aktivita se snaží maximalizovat svůj užitek na úkor ostatních aktivit. Veškeré aktivity se snaží porazit celý systém, tím pádem může dojít ke kolapsu celého systému. Strukturu tohoto archetypu popisuje existence dvou, případně více, posilujících smyček, která je ovlivněna omezeným zdrojem.